# 99 Homes
99 Homes (no Brasil: 99 Casas ou Trabalhando para o Inimigo) é um filme de drama estadunidense de 2014 dirigido por Ramin Bahrani, escrito por Bahrani e Amir Naderi e estrelado por Andrew Garfield, Michael Shannon e Laura Dern. Ambientado na Flórida, durante a Grande Recessão, o filme acompanha o pai solteiro Dennis Nash (Garfield) e sua família quando eles são despejados de sua casa pelo empresário Rick Carver (Shannon), levando Nash a optar por ajudar Carver a expulsar pessoas de suas casas em troca de um lar para a sua família. Bahrani dedicou o filme ao falecido crítico de cinema Roger Ebert.
O filme concorreu ao Leão de Ouro no 71.º Festival Internacional de Cinema de Veneza. Ganhou o Grand Prix no Deauville American Film Festival de 2015. Também foi exibido na seção de Apresentações Especiais do Festival Internacional de Cinema de Toronto de 2014.

## Elenco
- Andrew Garfield como Dennis Nash
- Michael Shannon como Rick Carver
- Laura Dern como Lynn Nash
- Tim Guinee como Frank Greene
- Noah Lomax como Connor Nash
- Clancy Brown como Mr. Freeman
- Cynthia Santiago como Mrs. Greene
- Manu Narayan como Khanna
- Cullen Moss como Bill
- Nadiyah Skyy como Tamika

## Recepção
99 Homes recebeu avaliações positivas dos críticos. No Rotten Tomatoes, o filme tem uma classificação de 93%, com base em 153 críticas, com uma classificação média de 7.56/10. O consenso crítico do site diz: "Alimentado por uma atuação poderosa e uma narrativa tensa e pacientemente construída, 99 Homes é uma parábola econômica moderna cuja fúria justa é acompanhada por sua inteligência e compaixão". No Metacritic, o filme tem uma pontuação de 76 de 100, com base em 31 críticas, indicando "revisões geralmente favoráveis".